# Lane Cove, New South Wales
Lane Cove este o suburbie în Sydney, Australia, situată în partea de nord a Sydneyului și este cotată ca o zonă afluentă. Suburbia se învecinează cu Chatswood, Artarmon și Longueville. Lane Cove este o zonă liniștită, are multe parcuri și are o mare parte din graniță marcată de un fel de estuar care intră adânc în continent și care poartă numele de Lane Cove. Partea marginită de ape este foarte frumoasă, este populată cu numeroase bărci albe care sunt ancorate în fața caselor care au mici pontoane private.
Lane Cove are o zonă industrială. Marea majoritatea a afacerilor sunt de tip servicii.